# Ferdinando Isola
Ferdinando Isola (1787 – 1867) è stato un politico italiano.

## Biografia
Avvocato, venne eletto Deputato del Regno di Sardegna nella V legislatura nel Collegio di Novi Ligure.